# 大子錦大伍郎
大子錦 大伍郎（だいごにしき だいごろう、1977年10月12日 - ）は、茨城県久慈郡大子町出身で高砂部屋に所属した元大相撲力士。本名は齋藤 佳信（さいとう よしのぶ）。身長176cm、体重188kg、血液型はA型。最高位は西三段目77枚目（2002年9月場所）。

## 来歴
茨城県立大子第一高等学校（現・茨城県立大子清流高等学校）出身。
高校時代はレスリングに没頭し、在学中に体重が120kgに達した。3年生の夏休み期間中に高砂部屋の関係者・久慈乃里（高砂部屋の同郷力士）の父・高校の担任教諭の3名が齋藤の元を訪れ、高砂部屋への勧誘が行われた。齋藤は入門を断ったが、夏休み明けの9月に当時現役で同部屋の幕内力士として有名だった水戸泉が勧誘のために学校に訪問したため、学校中が騒然となった。それから数日後、高砂部屋の朝稽古の見学に行き、稽古後のちゃんこ（昼食）の時間に新弟子検査の手続き書類一式を渡され、そのまま流れるがままに入門が決定したという。
高校卒業直前に高砂部屋（小結・富士錦）に入門し、1995年11月場所で初土俵を踏んだ。初土俵時の四股名は本名と同じ「齋藤」。同期生には若孜がいた。
初めて番付に名前が載った1996年1月場所から、出身地に因んだ「太子錦」を四股名として名乗ったが、序ノ口で成績不振が続いことと、本場所の場内アナウンスで「たこにしき」と誤読されたため、同年9月場所から読みは変えず、点を1つ取り、最終的な四股名である「大子錦」を名乗った。
初土俵から1年半が経過した1997年7月場所で序二段に昇格するも、その後は一進一退が続き、三段目へ昇進したのは、若松部屋と高砂部屋が合併し、高砂親方が元大関・朝潮に代替わりした後の2002年9月場所で、同場所に最終的な自己最高位である西三段目77枚目に在位した。しかしその後は三段目定着も最高位更新もできず、2006年5月場所を全休したのを最後に三段目に在位することはなかった。2012年1月場所より下の四股名のみを変更し、以降引退まで「大子錦大伍郎」を名乗った。1月場所は右手首骨折のため、3番相撲から途中休場。翌2013年1月場所も4番相撲まで休場したが、5番相撲から出場し、3連勝で場所を終えた。同年11月場所では自身5度目の7戦全敗を記録し、翌2014年1月場所では1998年7月場所以来、約16年ぶりに序ノ口へ陥落した。
高砂部屋で一番の大食い力士といわれ、現役終盤の一時期は体重195kgに到達し当時の序二段以下の現役力士中で最重量力士となったこともある。また、2010年9月場所をもって輝面龍が引退して以降、高砂部屋の最古参・最年長力士となり、ちゃんこ長を長く務めていた。利き手である右手首を骨折しても、ギプスに包丁を挟んで料理をしようとしたことがあるという。
2018年1月場所は21年ぶりとなる序ノ口での負け越し。おおらかな性格の大子錦もこれには落ち込み、高砂から怒られたという。翌3月場所は体調不良により初日から休場。当場所も序ノ口で迎え、かつ再出場をしなかったため、翌5月場所では番付外に陥落し135場所振りに番付から大子錦の四股名が消滅した。同年11月場所で前相撲に出場。翌2019年1月場所から序ノ口に復帰するはこびとなった。
2020年9月場所限りで引退。現役時代の一番の思い出は「床寿にちゃんこを褒められたこと」という。引退後は、高砂の後援会関係者からの紹介で、岐阜県内の会社寮で寮長を務めた。送迎、掃除など力士時代の雑用の延長のような仕事を行うという。

## エピソード
- 2019年5月場所で部屋の弟弟子の朝乃山が初優勝した際には、46kgの近大マグロが朝乃山の母校の近畿大学から届き、大子錦はさばき方を動画サイトで見ながら4時間かけてさばいた。大子錦自身はちゃんこ長として良い思い出であると後年語った[2]。アンコウやアラを捌くのもお手の物であった[7]
- 大相撲ライターの佐藤祥子の著書では、部屋のちゃんこ長の立場で取材に応じている。「力士って、ほかの部屋のちゃんこを食べる機会がほとんどないので、案外わからないものなんです」と断りを入れつつも、醤油味のソップ炊きにゼンマイを入れる拘りがあった[7]。

## 略歴
- 1995年11月場所 - 高砂部屋から初土俵
- 1996年1月場所 - 序ノ口初昇格。太子錦 佳信（だいごにしき よしのぶ）を四股名として名乗る。
- 1996年9月場所 - 四股名を大子錦 佳信（だいごにしき よしのぶ）に変更。
- 1997年3月場所 - 初土俵以来初の休場。4番相撲から再出場。
- 1997年7月場所 - 序二段初昇格
- 2002年9月場所 - 三段目初昇格
- 2006年5月場所 - 同場所を全休して翌場所序二段陥落。以降、三段目に在位することはなかった。
- 2012年1月場所 - 四股名を大子錦 大伍郎（だいごにしき だいごろう）に変更。
- 2018年3月場所 - 序ノ口で迎えた同場所を全休。番付から四股名が消滅することが確定した。
- 2018年11月場所 - 土俵に復帰し、前相撲を取った。
- 2020年9月場所 - 同場所限りで引退。

## 主な成績
- 通算成績：429勝501敗71休（145場所）

| | 一月場所 初場所（東京） | 三月場所 春場所（大阪）  | 五月場所 夏場所（東京）   | 七月場所 名古屋場所（愛知） | 九月場所 秋場所（東京）   | 十一月場所 九州場所（福岡） |
| --- | ----------------------- | ------------------------ | ------------------------- | --------------------------- | ------------------------- | --------------------------- |
| 1995年 （平成7年） | x                       | x                        | x                         | x                           | x                         | （前相撲）                  |
| 1996年 （平成8年） | 西序ノ口56枚目 4–3      | 東序ノ口9枚目 1–6        | 西序ノ口4枚目 1–6         | 西序ノ口32枚目 2–5          | 東序ノ口46枚目 4–3        | 西序ノ口3枚目 2–5           |
| 1997年 （平成9年） | 東序ノ口26枚目 2–5      | 西序ノ口35枚目 2–3–2     | 西序ノ口23枚目 4–3        | 西序二段182枚目 4–3         | 東序二段148枚目 2–5       | 西序二段173枚目 3–4         |
| 1998年 （平成10年） | 西序ノ口12枚目 4–3      | 西序二段139枚目 3–4      | 東序二段155枚目 3–4       | 東序ノ口4枚目 5–2           | 東序二段125枚目 2–5       | 西序二段149枚目 5–2         |
| 1999年 （平成11年） | 西序二段98枚目 3–4      | 東序二段105枚目 0–7      | 東序二段160枚目 5–2       | 西序二段115枚目 3–2         | 東序二段132枚目 5–2       | 東序二段91枚目 2–4–1        |
| 2000年 （平成12年） | 西序二段119枚目 4–3     | 西序二段88枚目 3–4       | 東序二段106枚目 3–4       | 西序二段123枚目 5–2         | 東序二段70枚目 1–6        | 東序二段104枚目 4–3         |
| 2001年 （平成13年） | 西序二段79枚目 2–5      | 東序二段102枚目 3–4      | 西序二段112枚目 6–1       | 東序二段31枚目 4–3          | 西序二段11枚目 2–5        | 西序二段37枚目 3–4          |
| 2002年 （平成14年） | 東序二段52枚目 5–2      | 西序二段13枚目 3–4       | 西序二段31枚目 4–3        | 西序二段8枚目 5–2           | 西三段目77枚目 3–4        | 東三段目92枚目 3–4          |
| 2003年 （平成15年） | 西序二段8枚目 3–4       | 西序二段30枚目 2–5       | 西序二段60枚目 2–5        | 東序二段79枚目 3–4          | 東序二段103枚目 6–1       | 東序二段24枚目 5–2          |
| 2004年 （平成16年） | 東三段目86枚目 1–6      | 東序二段23枚目 3–4       | 東序二段45枚目 3–4        | 東序二段63枚目 4–3          | 西序二段40枚目 4–3        | 西序二段17枚目 4–3          |
| 2005年 （平成17年） | 西三段目98枚目 2–5      | 東序二段21枚目 4–3       | 西序二段筆頭 4–3          | 西三段目83枚目 2–5          | 西序二段12枚目 1–6        | 西序二段51枚目 4–3          |
| 2006年 （平成18年） | 西序二段29枚目 3–4      | 西序二段50枚目 6–1       | 西三段目84枚目 休場 0–0–7 | 東序二段45枚目 2–5          | 西序二段79枚目 4–3        | 東序二段52枚目 3–4          |
| 2007年 （平成19年） | 西序二段74枚目 4–3      | 西序二段48枚目 3–4       | 西序二段68枚目 3–4        | 西序二段86枚目 4–3          | 東序二段62枚目 5–2        | 西序二段23枚目 2–5          |
| 2008年 （平成20年） | 西序二段56枚目 5–2      | 西序二段18枚目 3–4       | 東序二段37枚目 0–7        | 西序二段97枚目 5–2          | 東序二段52枚目 4–3        | 西序二段24枚目 3–4          |
| 2009年 （平成21年） | 西序二段50枚目 5–2      | 西序二段12枚目 0–7       | 西序二段72枚目 4–3        | 西序二段43枚目 3–4          | 東序二段70枚目 5–2        | 東序二段28枚目 0–7          |
| 2010年 （平成22年） | 西序二段88枚目 5–2      | 西序二段38枚目 3–4       | 東序二段61枚目 4–3        | 西序二段35枚目 4–3          | 西序二段13枚目 2–5        | 西序二段48枚目 2–5          |
| 2011年 （平成23年） | 東序二段82枚目 5–2      | 八百長問題 により中止    | 東序二段31枚目 4–3        | 西序二段3枚目 1–6           | 東序二段45枚目 4–3        | 東序二段24枚目 3–4          |
| 2012年 （平成24年） | 西序二段49枚目 2–5      | 西序二段81枚目 4–3       | 東序二段52枚目 4–3        | 東序二段26枚目 3–4          | 西序二段57枚目 5–2        | 西序二段17枚目 1–1–5        |
| 2013年 （平成25年） | 東序二段62枚目 3–0–4    | 西序二段70枚目 5–2       | 西序二段29枚目 3–4        | 西序二段49枚目 3–4          | 東序二段71枚目 5–2        | 東序二段32枚目 0–7          |
| 2014年 （平成26年） | 西序ノ口2枚目 4–3       | 東序二段55枚目 2–5       | 西序二段80枚目 3–3–1      | 東序二段91枚目 休場 0–0–7   | 東序ノ口21枚目 1–0–6      | 西序ノ口15枚目 1–0–6        |
| 2015年 （平成27年） | 西序ノ口14枚目 4–3      | 西序二段70枚目 4–3       | 西序二段40枚目 2–5        | 西序二段65枚目 4–3          | 東序二段37枚目 2–5        | 西序二段70枚目 4–3          |
| 2016年 （平成28年） | 西序二段41枚目 1–6      | 東序二段81枚目 4–3       | 西序二段50枚目 3–4        | 東序二段76枚目 4–3          | 東序二段52枚目 4–3        | 西序二段21枚目 0–7          |
| 2017年 （平成29年） | 西序二段81枚目 3–4      | 西序二段85枚目 5–2       | 東序二段39枚目 1–6        | 東序二段83枚目 3–4          | 東序二段101枚目 3–4       | 西序二段103枚目 休場 0–0–7  |
| 2018年 （平成30年） | 東序ノ口18枚目 3–4      | 東序ノ口6枚目 休場 0–0–7 | （番付外）                | （番付外）                  | （番付外）                | （前相撲）                  |
| 2019年 （平成31年 /令和元年） | 西序ノ口27枚目 3–4      | 西序ノ口11枚目 3–4       | 東序ノ口2枚目 4–3         | 東序二段74枚目 2–5          | 西序二段105枚目 2–5       | 東序ノ口6枚目 2–5           |
| 2020年 （令和2年） | 西序ノ口15枚目 3–4      | 東序ノ口10枚目 0–1–6     | 感染症拡大 により中止     | 西序ノ口34枚目 1–0–6        | 西序ノ口21枚目 引退 1–0–6 | x                           |
| 各欄の数字は、「勝ち-負け-休場」を示す。 優勝 引退 休場 十両 幕下 三賞：敢=敢闘賞、殊=殊勲賞、技=技能賞 その他：★=金星 番付階級：幕内 - 十両 - 幕下 - 三段目 - 序二段 - 序ノ口 幕内序列：横綱 - 大関 - 関脇 - 小結 - 前頭（「#数字」は各位内の序列） |                         |                          |                           |                             |                           |                             |

## 改名歴
- 齋藤 佳信（さいとう よしのぶ） 1995年11月場所
- 太子錦 佳信（だいごにしき - ） 1996年1月場所 - 1996年7月場所
- 大子錦 佳信（だいごにしき - ） 1996年9月場所 - 2011年11月場所
- 大子錦 大伍郎（ - だいごろう） 2012年1月場所 - 2020年9月場所